# Duleu, Caraș-Severin
Duleu este un sat în comuna Fârliug din județul Caraș-Severin, Banat, România.
Se situează în nordul județului Caraș-Severin, la granița cu  Timiș, într-o zonă relativ izolată. Este traversată de drumul județean DJ585.
Se învecinează cu: Valeapai, Valea Mare, Bărbosu, Fârliug și Visag. Termenul popular dat de localnici pentru Duleu e „Dulău”.

## Date geografice
Duleu este aflat între dealurile Pogănișului și munții Areniș. Dealurile din Duleu au o cultură bogată de prune. Cel mai înalt vârf din munții Arenișului are 547 m și se numește Cula Arenișului

## Populație
La recensământul din 2002, localitatea Duleu avea 247 locuitori, din care 240 români și 7 de alte naționalități.

## Istoric
Lângă satul Duleu s-au găsit obiecte, morminte, fundații de case, de pe vremea dacilor.
Din epoca preromana au fost găsite topoare din piatră șlefuită cu mâner de lemn, vase ceramice, dar și un cuptor de prelucrare a fierului în zona Arineș.Denumirile cetăților  din jurul localității,  înainte de cucerirea romană, înscrise pe hărți, au fost Azizis, Aisis, Azisis. Vezi  și hartile. Prima menționare documentară a satului o constituie un defter  turcesc¹ (conscriptie otomană)  din anul 1579 care mentionează Duleul cu 15 locuitori, făcând parte din vilayetul de Timișoara. Prima atestare documentară este făcută în anul 1690  iar în 1776 este consemnată existența școlii din Duleu, cu învățătorul Martin Petrovici (1776 – 1785)  , sat cu 180 de case și o populație de aproximativ 520 de locuitori². Localitatea s-a dezvoltat foarte mult începând cu anul 1801 când Domeniile Duleu-Valea Mare au fost cumpărate de timișoreanul Pavel Ioanovici nobil de Duleu-Valea Mare și administrate după moartea lui de fiul Gheorghe Ioanovici nobil de Duleu-Valea Mare. Vezi Monografia satului Duleu.
Numele localității a fost schimbat prin Decretul 799 din 1964, din Dulău în Duleul.